# Abraham van den Blocke

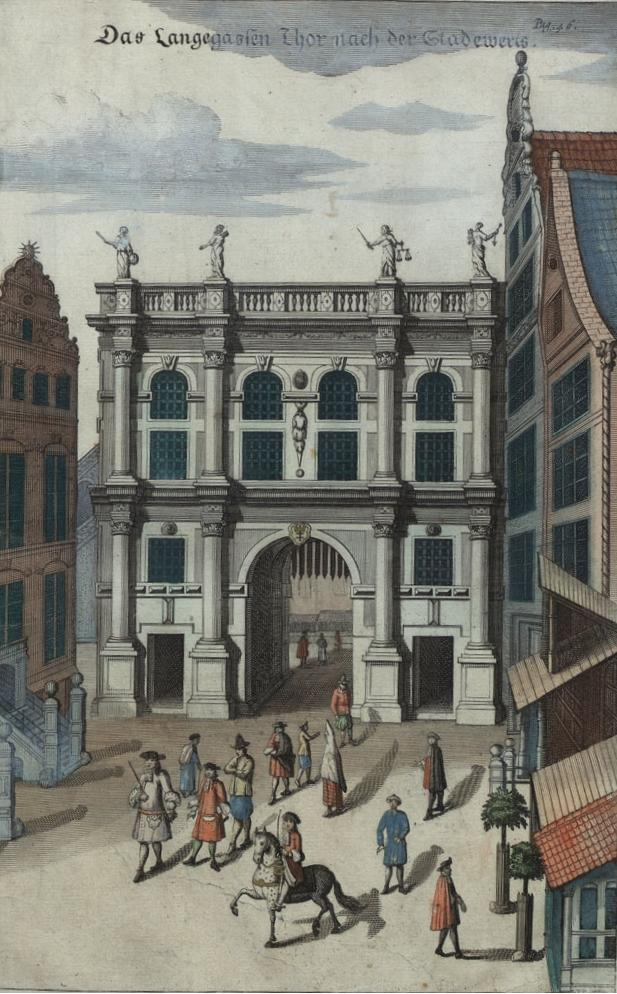
Das Langgassertor 1687

Abraham van den Blocke (* 1572 in Königsberg; † 31. Januar 1628 in Danzig) war ein Architekt und Bildhauer flämischer Herkunft, der hauptsächlich in Danzig wirkte.

## Leben
Vater war der berühmte Architekt und Bildhauer Willem van den Blocke. Abraham van den Blocke war dreimal verheiratet (zuletzt seit 1620 mit Elisath Kramer, Tochter des Danziger Stadtbaumeisters, Hans Kramer); von ihm stammen insgesamt 14 Kinder ab. Er wurde wie sein Vater in der Danziger Marienkirche beigesetzt. Nach je fünfjähriger Ausbildung beim Vater und im Ausland (hauptsächlich Holland) wurde A. am 14. September 1596 Bürger von Danzig und erhielt dort 1597 das Meisterrecht.
Seine Werke gehören stilistisch zum späten niederländischen Manierismus und Frühbarock.
Im Zeitraum 1598–1611 schuf van den Blocke den Hauptaltar der Danziger Johanneskirche aus teilweise vergoldetem Sandstein und rotgeädertem Marmor mit zahlreichen Reliefs, deren Hauptthema die Geschichte Johannes des Täufers ist. Gleichzeitig entstand die Ausschmückung des Großen Zeughauses. Er entwarf und errichtete das Langgasser Tor (1612–1614) sowie den Neptunbrunnen (er schuf hier von 1618 bis 1621  alle Steinmetzarbeiten wie Becken, Schale und Säule sowie die Seepferdchen, Delphine und Löwenköpfe) und das Speymannhaus („Goldenes Haus“). 1597 schuf er das Epitaph für J. B. Marchese Bonifazio Oria aus Neapel (gest. 1597), das sich jetzt in der Danziger Bibliothek der Polnischen Akademie der Künste befindet.
1612 errichtete er das Haus der Äbte von Pelplin mit seinem schönen Portal und einem fein gezeichneten Giebel; 1614 schuf er das monumentale Freigrab des Ehepaars Simon und Judith Bahr in der Pfarrkirche St. Marien. 1615 entstand das Grabmal der Familie Koß in der Klosterkirche Oliva mit vier lebensgroßen, vor einem kleinen Kruzifix knienden Gestalten aus weißem und schwarzem Marmor. 1616–1617 errichtete van den Blocke die Fassade des Artushofes. Er schuf zahlreiche weitere Epitaphien und Grabmäler, unter anderem in der St.-Antonius-Kapelle der Kirche von Wartenburg i. Ostpr. (polnisch Barczewo), einem Anbau der St.-Andreas-Kirche, das sehenswerte Doppelgrabmal für Andreas Báthory, Neffe des polnischen Königs Stephan Báthory, Kardinal und 1589 Fürstbischof von Ermland, sowie seinen Bruder Balthasar, 1560–1594, Ratsherr von Siebenbürgen. Das Doppelgrabmal wurde noch zu Lebzeiten vom oben erwähnten Kardinal für sich und seinem früh verstorbenen Bruder Balthasar in Auftrag gegeben und 1598 geschaffen.
siehe auch: van den Blocke (Künstlerfamilie)